# Heilig Hartbeeld (Nieuw-Wehl)
Het Heilig Hartbeeld is een standbeeld in de Nederlandse plaats Nieuw-Wehl, in de provincie Gelderland.

## Achtergrond
Het witgeschilderde Heilig Hartbeeld is uit de jaren dertig. Het beeld staat in een klein parkje voor de Onze-Lieve-Vrouw van Altijddurende Bijstandkerk. 

## Beschrijving
Het beeld bestaat uit een staande Christusfiguur, gekleed in gedrapeerd gewaad. Met zijn rechterhand maakt hij een zegenend gebaar, zijn linkerhand wijst naar het stralende Heilig Hart op zijn borst. 
Op de zware sokkel staat een tekst waaruit blijkt hoe men in de jaren dertig over 'andersdenkenden' dacht: 

JEZUS IS MIJN BROEDER
ONTFERM U OVER ONS
EN OVER ONZE DWALENDE
BROEDERS EN ZUSTERS